# Massimo Mancini
Massimo Mancini (Livorno, 23 agosto 1955) è un ex calciatore italiano, di ruolo centrocampista.

## Carriera
Cresciuto nella Fiorentina, vanta 60 presenze e una rete in Serie A con la maglia del Como tra il 1980 e il 1982. Chiude la carriera nelle file del Cecina, in Serie C2, nel 1990, affiancato in campo, nelle ultime stagioni, dal fratello Stefano, di sei anni più giovane.

## Palmarès
- Campionato italiano Serie C1: 1

Como: 1978-1979 (girone A)
- Campionato italiano di Serie B: 1

Como: 1979-1980
- Campionato Interregionale: 1

Cecina: 1987-1988 (girone E)